# Jackowo Dolne
Jackowo Dolne (prononciation : [jat͡sˈkɔvɔ ˈdɔlnɛ]) est un village polonais de la gmina de Somianka dans le powiat de Wyszków de la voïvodie de Mazovie dans le centre-est de la Pologne.
Il se situe à environ 9 kilomètres au sud-ouest de Somianka (siège de la gmina), à 20 kilomètres au sud-ouest de Wyszków (siège du powiat) et à 36 kilomètres au nord de Varsovie (capitale de la Pologne).

## Histoire
De 1975 à 1998, le village faisait partie du territoire de la voïvodie d'Ostrołęka.

Depuis 1999, Jackowo Dolne est situé dans la voïvodie de Mazovie.